# Rob Elder
Rob Elder, fidžiski lokostrelec, * 25. april 1981.
Sodeloval je na lokostrelskem delu poletnih olimpijskih igrah leta 2004, kjer je osvojil 48. mesto v individualni konkurenci.